# Gurdjar
Gurdjar är ett hotat australiskt språk, som talades av 30 personer år 1981. Gurdjar talas i västra Queensland. Gurdjar tillhör de pama-nyunganska språken.